# ランディ・ヴァンウォーマー
ランディ・ヴァンウォーマー（Randy VanWarmer、本名:Randall Van Warmer、1955年3月30日 - 2004年1月12日） は、AOR、カントリーのアーティスト、シンガーソングライター。“繊細な”“無垢な”等の形容詞で評されることの多い声の持ち主である。

## 経歴
アメリカ合衆国コロラド州のインディアン・ヒルズに生まれる。住民の大半がキリスト教徒という環境下、幼少期はゴスペルに親しんでいた。12歳の時に交通事故で父親を亡くし、その3年後、イギリスのコーンウォール郊外へ家族とともに移り住む。当初は演劇を志すが、挫折。この頃から曲を書き始め、コーンウォールのライブハウスで活躍した。その後、ロンドンのレコード会社を回る生活が続き、20歳の時ベアズビル・レコードと契約する。
しかし、なかなかレコーディングに取りかかれないまま1978年にニューヨークへ移住。翌1979年、アルバム『Warmer』でようやくデビューにこぎつけた。この中に収録されている彼が18歳の時に書いた曲、『Just When I Needed You Most』 （邦題:アメリカン・モーニング）が英米で大ヒットし、彼の代表曲となる（後に日本でもヒット）。
1982年にはLAに、1985年にはテネシー州のナッシュビルに移る。ここで地元のレコード会社と契約し、2枚のアルバムをリリースした。また、ソングライターとして楽曲提供を開始し、いくつかのヒット曲を生み出している。その後も、イギリス、アイルランド、日本のレコード会社と契約し、1990年代後半に至るまで数年に一度のペースで着実にアルバムをリリースした。
2003年に白血病と診断され、シアトルの病院で骨髄移植をしたが、2004年1月12日に48歳の若さで死去した。
2012年5月22日に、遺灰がスペースX社製の「ファルコン9」ロケットで宇宙船「ドラゴン」と共に打ち上げらた。
彼の死後も、遺作とされているスティーブン・フォスターの楽曲をカバーしたアルバムや、生前レコーディングされていた未発表の楽曲で構成されたアルバムが発売されている。

## 代表曲
- Just When I Needed You Most （邦題：アメリカン・モーニング） (1979): 全米ACチャート1位、ポップ・チャート4位、全英チャート8位を記録した最大のヒット曲。
- Whatever You Decide （邦題：愛のシャワー） (1980): 全米77位のヒット曲。
- Suzi Found A Weapon （邦題：彼女はスージー） (1981): 妻スージーのことを歌った曲。全米55位。
- I Guess It Never Hurts To Hurt Sometimes （邦題：つきぬ想い） (1981): 後にカントリー・グループ、オーク・リッジ・ボーイズがこの曲をカバーし、1984年に全米カントリー・チャートの1位となる。
- I Will Hold You (1988): 全米カントリー・チャート53位。
- Where The Rocky Mountains Touch The morning Sun (1988): 全米カントリー・チャート72位。

## ディスコグラフィー

### オリジナルアルバム
1. Warmer （邦題：「アメリカン・モーニング」） (1980: Bearsville)
2. Terraform (1980: Bearsville)
3. Beat Of Love (1981: Bearsville)
4. The Things That You Dream （邦題：「夢見る頃」） (1983: Bearsville)
5. I Am (1988: 16th Avenue)
6. Every Now And Then (1990: 16th Avenue)
7. The Third Child （邦題：「モーニング・ブリーズ」） (1994: Victor Entertainment)
8. The Vital Spark (1995: Alias)、I Will Whisper Your Name (1995: K-Tel)
9. Sun, Moon And Stars (1996: Victor Entertainment)
10. Sings Stephen Foster (2006: Victor Entertainment)
11. Song Writer Vol.1 (2006: WHD エンタテインメント)
12. Song Writer Vol.2 (2007: WHD エンタテインメント)

### ベストアルバム
1. American Morning: Randy Vanwarmer Greatest Hits (1984: CBS Sony)
2. The Best Of Randy Vanwarmer: Randy Vanthology "Just When I Needed You Most" (1992: Castle)
3. The Best Of Randy VanWarmer (1998: Victor Entertainment)
4. The Best (2005: Victor Entertainment)

## 提供曲
- I Will Whisper Your Name / マイケル・ジョンソン: 1988年に全米カントリー・チャート7位。
- I'm In A Hurry (And Don't Know Why) / アラバマ: 1992年に全米カントリー・チャート1位。
- Collect From Wichita / ロナ・リーヴス （ニール・コーティとの共作）
- Wives Don't Like Old Girlfriends / スージー・ボガス & チェット・アトキンス （シェーン・フォンテーンとの共作）
- I Don't Want To Dance Without You / 武田真治: 詞を提供。
- I'm Not Gonna Do Anything Without You / マーク・ウィリス with ジェーミー・オニール （Rich Alvesとの共作）
- Write Your Name (Across My Heart) / ケニー・ロジャース （Tony Harrellとの共作）
- Write Your Name (Across My Heart) / オーク・リッジ・ボーイズ （Tony Harrellとの共作）
- ロンリーガール（Suzi Found A Weapon）/稲垣潤一：（日本語詞は秋元康、アルバム「Shylights」に収録）

等多数